# Фургач, Ахмед Иззет
Ахмед Иззет Фургач (тур. Ahmed İzzet Furgaç, 1864—1937), также известный как Ахмед Иззет-паша — один из последних великих визирей Османской империи.

## Биография
Ахмед Иззет родился в 1864 году в городе Монастир (совр. Битола в Республике Македония) в высокопоставленном семействе. В 1884 году окончил военное училище, годом позже — военную академию, в 1891—1894 годах продолжил военное образование в Германии. По возвращении служил в Македонии (во время греко-турецкой войны 1897 года), Сирии и Хиджазе, став бригадным генералом в 1903—1906 годах участвовал в подавлении восстания в Йемене.
В 1908 году после Младотурецкой революции Ахмед Иззет-паша был назначен начальником Генерального штаба, и оставался в этой должности до 1914 года. Он сыграл важную роль в модернизации Османской армии при помощи германских консультантов. В 1911—1912 году Ахмед Иззет-паша находился в Йемене, занимаясь подавлением восстания. Он вернулся в Стамбул в 1913 году в последние дни Первой Балканской войны, и возглавил армию во время боёв на Чаталджинской укреплённой линии. После того, как 11 июня 1913 года был убит Махмуд Шевкет-паша, Ахмед Иззет-паша стал вместо него военным министром. Совершённые им кадровые перестановки, проведённые без согласия партии «Единение и прогресс», привели к тому, что в январе 1914 года он был вынужден уйти в отставку.
Когда в результате Балканских войн была провозглашена независимость Албании, то Ахмед Иззет рассматривался в качестве одного из кандидатов на роль князя нового государства, но в итоге выбор великих держав пал на немца Вильгельма Вида.
Ахмед Иззет-паша был противником вступления Османской империи в Первую мировую войну, и поэтому в 1914-15 годах не занимал важных военных постов, и лишь в 1916 году был назначен командующим Второй армией, воевавшей на Кавказском фронте, где она понесла тяжёлые потери в результате русского наступления.

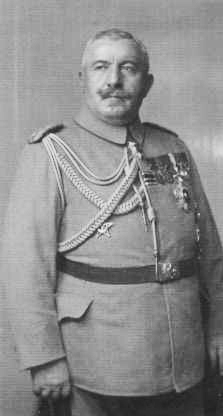
Ахмед Иззет-паша в 1913 году

После того, как 7 октября 1918 года правительство Талаат-паши ушло в отставку, Ахмед Иззет-паша был назначен великим визирем. Как раз перед этим турецкая армия понесла тяжёлые потери в Палестине, был сдан Дамаск, капитулировала Болгария. Было очевидно, что война проиграна, и до её конца осталось уже недолго. Партия «Единение и прогресс» была распущена, и в своё правительство Ахмед Иззет взял лишь тех её бывших членов, кто не был связан с военными преступлениями. 30 октября 1918 года было подписано Мудросское перемирие. 3 ноября члены де-факто правившего страной всю войну триумвирата — Энвер-паша, Талаат-паша и Джемаль-паша — тайно бежали за границу. Кабинет Ахмеда Иззет-паши был обвинён в том, что он не смог предотвратить их побег, и 8 ноября 1918 года пал, пробыв у власти всего 25 дней. Большую часть из этих 25 дней сам Ахмед Иззет провёл в постели, болея «испанкой».
19 мая 1919 года султан назначил Ахмеда Иззета военным министром. Он сделал всё возможное для создания новой боеспособной армией. Когда Мустафа Кемаль организовал в Анкаре новое турецкое правительство, то Ахмед Иззет вместе с бывшим великим визирем Мехмедом Феридом 5 декабря 1920 года встретились с ним в Биледжике, пытаясь снять все противоречия путём переговоров, однако Мустафа Кемаль задержал их, и они провели три месяца в Анкаре. Когда в 1921 году Ахмед Иззет вернулся в Стамбул, то был назначен министром иностранных дел, и оставался в этой должности вплоть до ликвидации Османского правительства 4 ноября 1922 года. Из-за того, что он предпочёл службу султану предложению занять любую должность в правительстве в Анкаре, его раскритиковал Мустафа Кемаль-паша, и до самой смерти Ахмеда Иззета называли «защитником халифата».
После образования Турецкой республики Ахмед Иззет ушёл в отставку. Когда в ходе реформ Ататюрка в Турции ввели фамилии, то он взял себе фамилию «Фургач».